# 貢薩夫卡河
53°04′02″N 17°48′15″E / 53.06722°N 17.80417°E

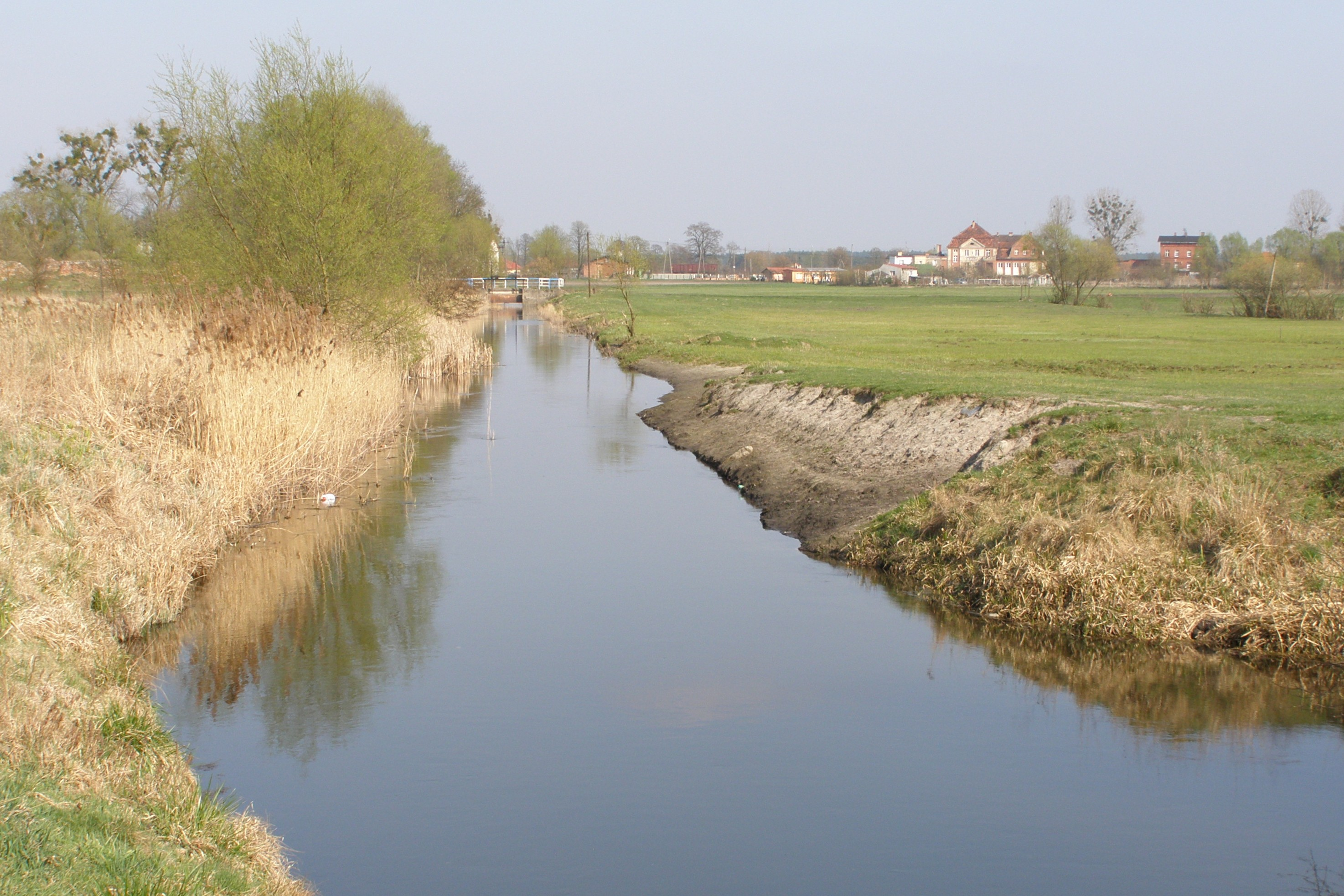

貢薩夫卡河是波蘭的河流，位於該國中北部，處於庫亞維-波美拉尼亞省，屬於諾泰奇河的左支流，河道全長57公里，河畔城鎮有日寧和舒賓。